# Red Foley
Clyde Julian Foley, conosciuto come Red Foley (Blue Lick, 17 giugno 1910 – Fort Wayne, 19 settembre 1968), è stato un cantante, musicista e personaggio televisivo statunitense.

## Carriera
Originario del Kentucky, ha dato un contributo importante allo sviluppo della musica country dopo la seconda guerra mondiale. Per oltre due decenni è stato una delle figure più importanti del genere. La sua hit Peace in the Valley (1951) è stato uno dei brani più venduti di musica gospel. Veterano del Grand Ole Opry, è stato attivo come personaggio radiofonico e televisivo, avendo partecipato alla prima trasmissione TV dedicata alla musica country, ossia Ozark Jubilee, nella seconda metà degli anni Cinquanta. È inserito nella Country Music Hall of Fame e ha vinto un Grammy Trustees Award. È morto improvvisamente ad appena 58 anni.

## Discografia
,Album
- 1951 - Red Foley Souvenir Album
- 1953 - A Tribute to Jimmie Rodgers
- 1953 - Sing a Song of Christmas
- 1954 - Lift Up Your Voice
- 1955 - Beyond the Sunset
- 1956 - Red and Ernie, Vol. 1 (con Ernest Tubb)
- 1956 - Red and Ernie, Vol. 2 (con Ernest Tubb)
- 1958 - Red Foley's Dickies Souvenir Album
- 1958 - I Believe
- 1958 - He Walks with Thee
- 1958 - Beyond the Sunset
- 1958 - My Keepsake Album
- 1959 - Let's All Sing with Red Foley
- 1961 - Rockin' Chair
- 1961 - Company's Comin'
- 1961 - Songs of Devotion
- 1962 - Dear Hearts and Gentle People
- 1962 - Life's Railroad to Heaven
- 1962 - Hang Your Head in Shame
- 1963 - The Red Foley Show
- 1963 - Rock of Ages
- 1965 - I'm Bound for the Kingdom
- 1967 - Songs for the Soul
- 1967 - Together Again (con Kitty Wells)
- 1969 - I Believe